# 渡邉惠夫
渡邊 惠夫（わたなべ しげお、1942年4月10日 - 2024年5月16日）は、日本の経営者。ブリヂストン社長を務めた。東京都出身。

## 経歴
1965年に慶應義塾大学工学部を卒業し、同年にブリヂストンタイヤに入社。1994年3月に取締役に就任し、1997年3月に常務、1998年4月に専務を経て、2001年3月に社長に就任。2006年3月に取締役相談役に就任。2024年5月16日、心不全のため死去。82歳没。